# Santuario de Nuestra Señora del Monte Carmelo
El Santuario de Nuestra Señora del Monte Carmelo (en catalán: Santuari de la Mare de Déu del Mont Carmel) se encuentra en el barrio de El Carmelo, en el distrito de Horta-Guinardó de Barcelona. Está ubicado en el Parque del Carmelo, una zona forestal ubicada alrededor del Monte Carmelo, que forma parte del Parque de los Tres Cerros. Fue fundado en 1860 por el ermitaño Miquel Viladoms. Pertenece al arciprestazgo de Horta.

## Historia

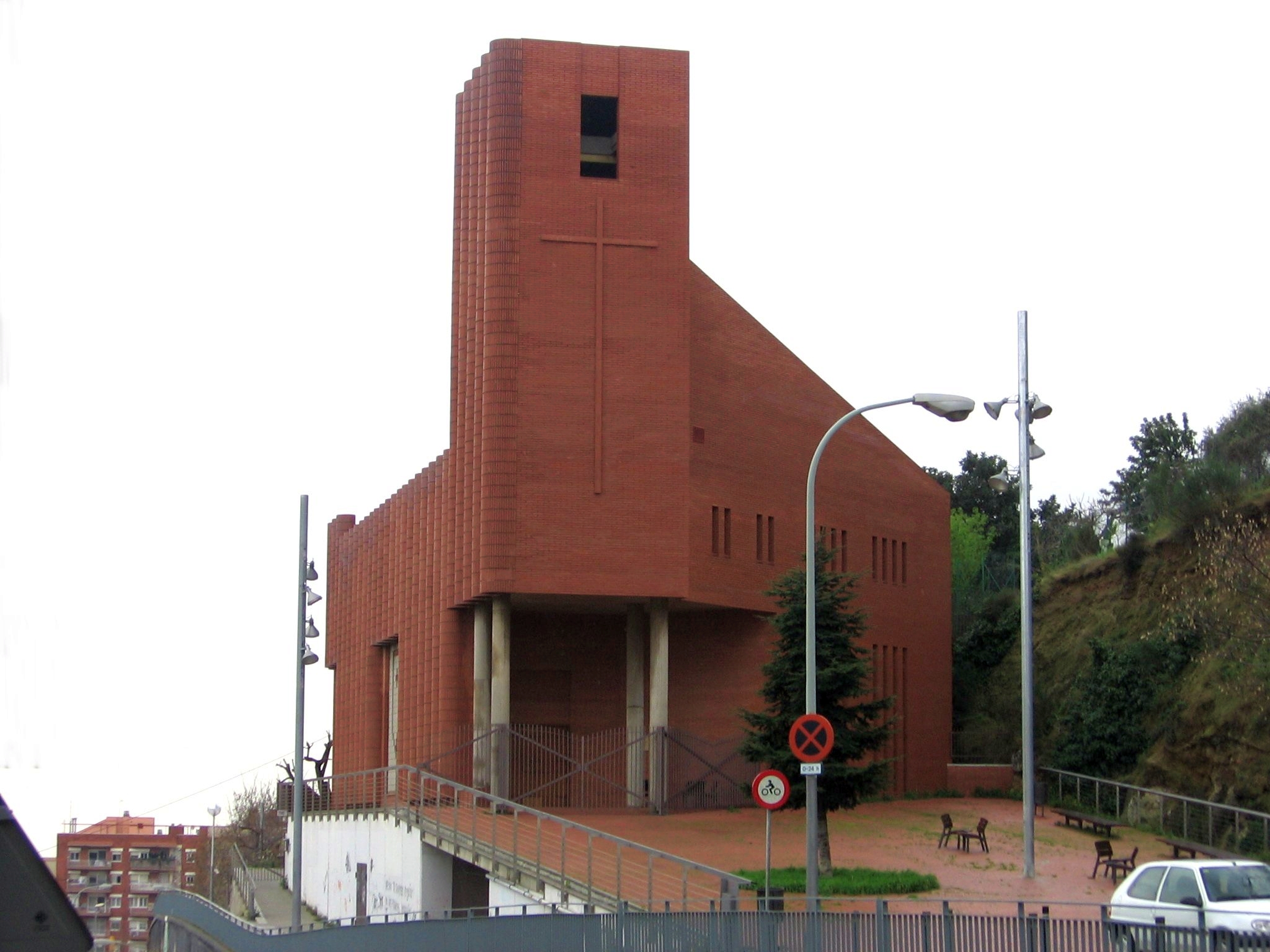
La nueva iglesia del Monte Carmelo, inaugurada en 1988

El monte Carmelo (en catalán: Turó del Carmel, 265,6 m s. n. m.) era antiguamente conocido como Turó d'en Móra, por una masía que se hallaba en su territorio, Can Móra. También es conocido como la Montaña Pelada, por carecer de vegetación en su cima. En su ladera suroeste se sitúa el famoso Parque Güell, diseñado por el celebérrimo arquitecto Antoni Gaudí, mientras que en su parte norte se halla el Parque del Carmelo. En la ladera occidental de esta colina se encontraba la delimitación de dos poblaciones: el lado septentrional pertenecía a Sant Joan d'Horta, y el meridional a Gracia; esta división continuó hasta 1897, fecha en que Gracia fue agregada a Barcelona; Horta lo sería en 1904.
Entre 1860 y 1864 se construyó una ermita dedicada a Nuestra Señora del Carmen, origen del actual santuario, en la ladera occidental del Turó d'en Móra, que desde entonces pasó a llamarse monte Carmelo. Fue promovida por el ermitaño Miquel Viladoms, y abierta al culto el 11 de abril de 1864 con permiso del obispo de Barcelona, Pantaleón Montserrat. Viladoms fue asesinado en 1877 en circunstancias desconocidas, y durante unos años la ermita quedó abandonada. En 1890 se estableció el párroco Jaume Moré, que continuó la labor iniciada por el ermitaño, convirtiendo el santuario en un lugar de peregrinaje y de encuentros de jóvenes católicos, especialmente el 16 de julio, festividad del Carmen.
En 1913 el padre Moré se hizo cargo de una nueva capilla construida en la finca de Can Grau —actual parroquia de Santa Teresa de Jesús—, por lo que la ermita del Carmelo quedó sin servicio espiritual. Años más tarde, la iglesia de Santa Teresa de Jesús fue elevada a tenencia parroquial, y en 1930 la ermita del Carmelo fue nombrada capellanía de dicha tenencia, regida nuevamente por el padre Moré. En 1936, al inicio de la Guerra Civil, la ermita fue quemada y el padre Moré asesinado.

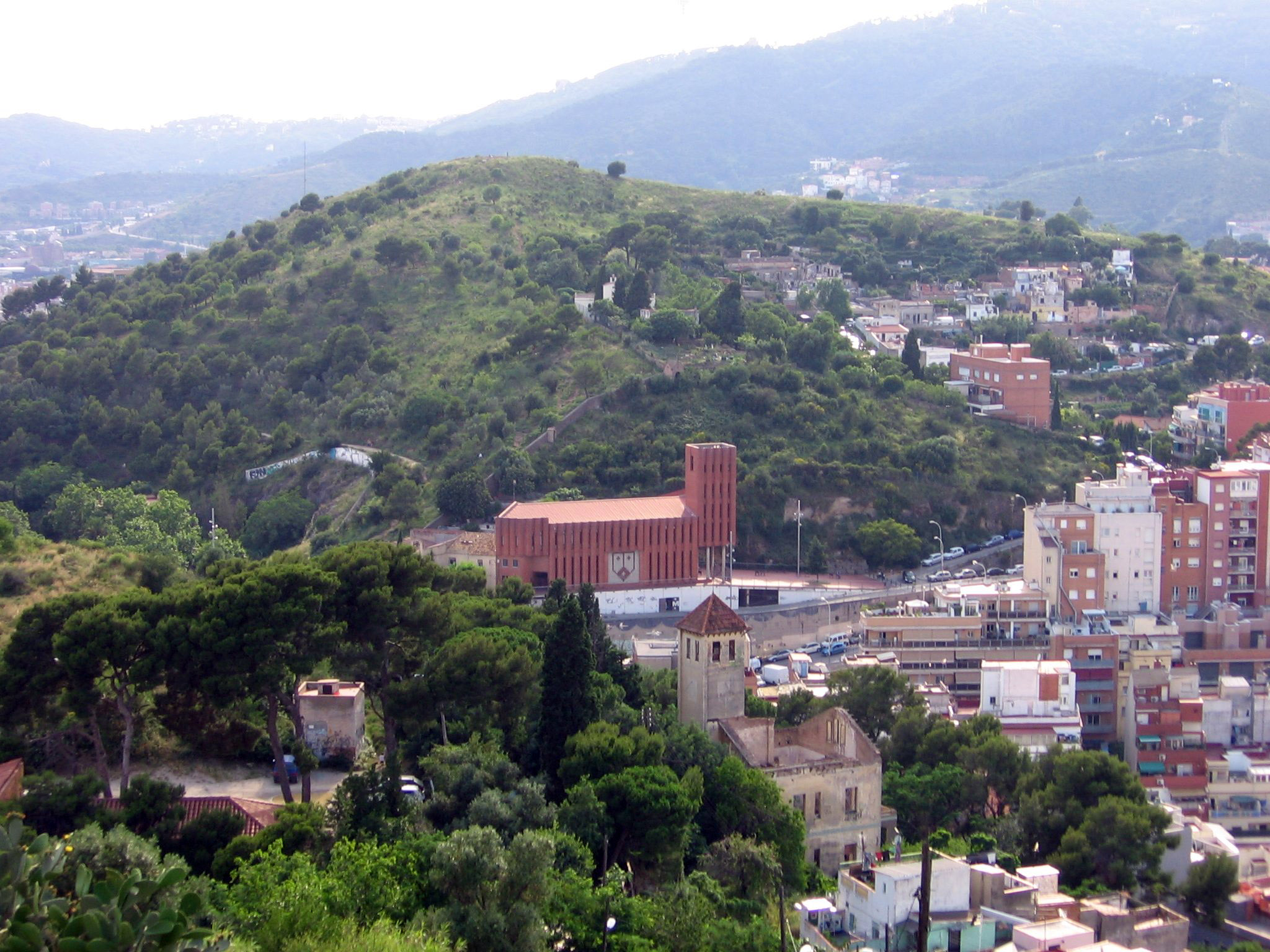
El monte Carmelo y la iglesia

Tras su reconstrucción, la ermita fue ganando en importancia con el aumento de sus feligreses, debido a la fuerte inmigración asentada en la zona en los años de posguerra, y en 1962 fue elevada a parroquia. El censo inicial de la nueva parroquia reflejaba un total de 6 000 feligreses. Se cedió su gestión a los carmelitas, y en 1963 fue nombrado párroco Eduard Piquer. Desde entonces, además de su labor religiosa, la nueva parroquia se implicó profundamente en la vida del barrio, realizando una gran labor en terrenos como la sanidad, la educación y la cultura, e implicándose en las reivindicaciones del barrio a nivel de servicios e infraestructuras.
Dado el pequeño tamaño de la capilla, que sólo podía acoger a treinta personas, en 1964 se instaló en un espacio anexo a la ermita un barracón de obra y madera cubierto de uralita —cedido por el ejército—, para desarrollar los servicios complementarios a la liturgia, como impartir clases de catequesis, centro de reuniones sociales o sesiones de cine. Asimismo, en la explanada frente al barracón se celebraban actividades al aire libre, como procesiones y bailes populares. Sin embargo, con el tiempo era evidente la falta de espacio para las actividades pastorales y sociales de la parroquia, por lo que se planteó la necesidad de construir un nuevo edificio. Así, entre 1985 y 1988 se construyó una nueva iglesia, obra de los arquitectos Francesc de Paula Daumal i Domènech y Miquel Campos Pascual, con un diseño más contemporáneo, de forma triangular, donde destaca el color rojo del ladrillo visto y la forma tubular de las paredes laterales. El nuevo edificio fue inaugurado el 16 de julio de 1988 por el arzobispo de Barcelona, Narcís Jubany.